# Đường tỉnh 611
Đường tỉnh 611 hay tỉnh lộ 611, viết tắt ĐT611 hay TL611, là đường tỉnh ở huyện Quế Sơn, tỉnh Quảng Nam, Việt Nam.

## Tuyến đường
Đường tỉnh 611 bắt đầu từ ngã ba Hương An trên Quốc lộ 1 ở thị trấn Hương An huyện Quế Sơn. 15°46′44″B 108°19′38″Đ / 15,77879°B 108,327154°Đ
Đường đi hướng tây nam đến thị trấn Đông Phú thì đổi hướng tây bắc. Tại thị trấn Trung Phước ĐT611 nối với Quốc lộ 14H ở ngã ba Trung Phước ở làng Trung Phước trên bờ sông Thu Bồn 15°43′28″B 108°03′44″Đ / 15,724396°B 108,062226°Đ.
Tại đoạn km 30 cách ngã ba Hương An về phía tây là đèo Le qua núi Hòn Tàu, là một điểm tham quan hấp dẫn ngắm cảnh núi rừng hiểm trở .

## Tương lai
Điều chỉnh hướng tuyển đoạn Km0 đến Km1+500 theo hướng mới nối vào đường trục chính Khu Công nghiệp Đông Quế Sơn, và kéo dài nối vào Đường tỉnh 613.